# Aschehoug

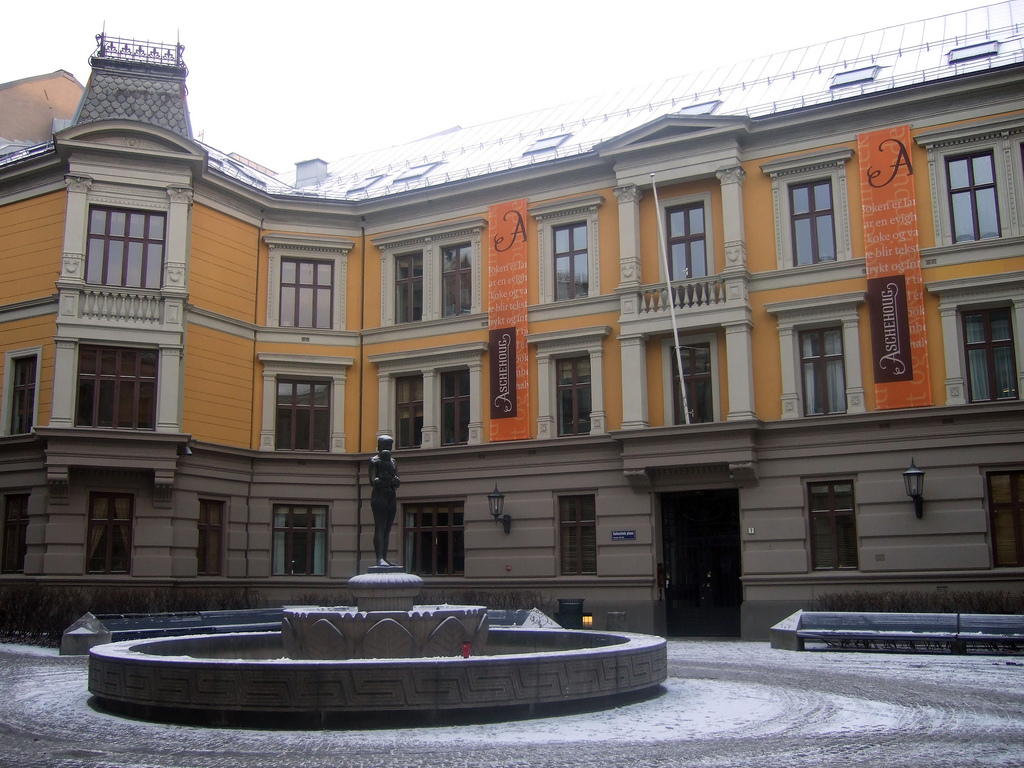
Le siège, à Oslo, à Sehesteds plass

H. Aschehoug & Co (W Nygaard), connue sous le nom d'Aschehoug est une des plus importantes maisons d'édition norvégiennes. Fondée en 1872, son siège est à Oslo. Le groupe Aschehoug est propriétaire de la maison d’édition Aschehoug Forlag, de la chaîne de librairies Norli, de plus de 50 % du circuit Forlagsentralen et de 48,5 % du club du livre De Norske Bokklubbene. 

## Auteurs publiés
- Sven Kærup Bjørneboe
- Erling Christophersen
- Arne Lygre
- Hélène Grémillon[2]
- Sigrid Undset

## Quelques publications

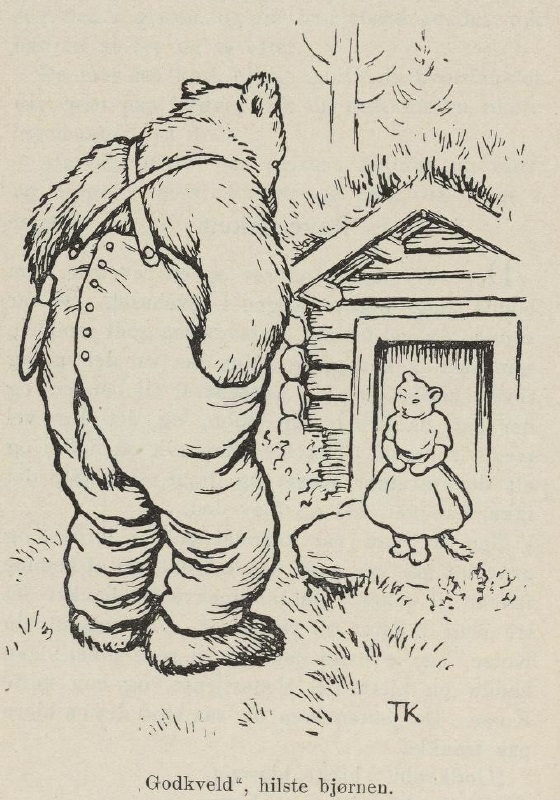
Reve enken, Theodor Kittelsen
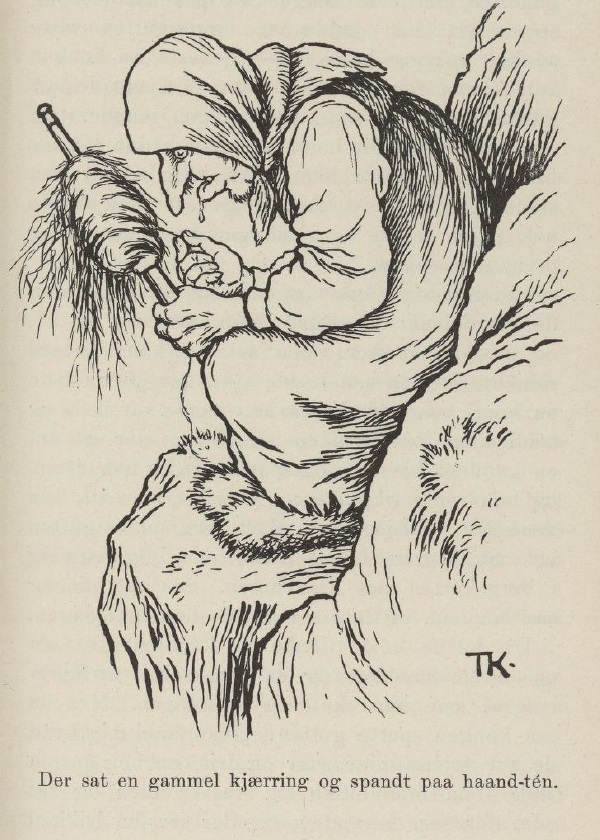
De syv folene, Theodor Kittelsen
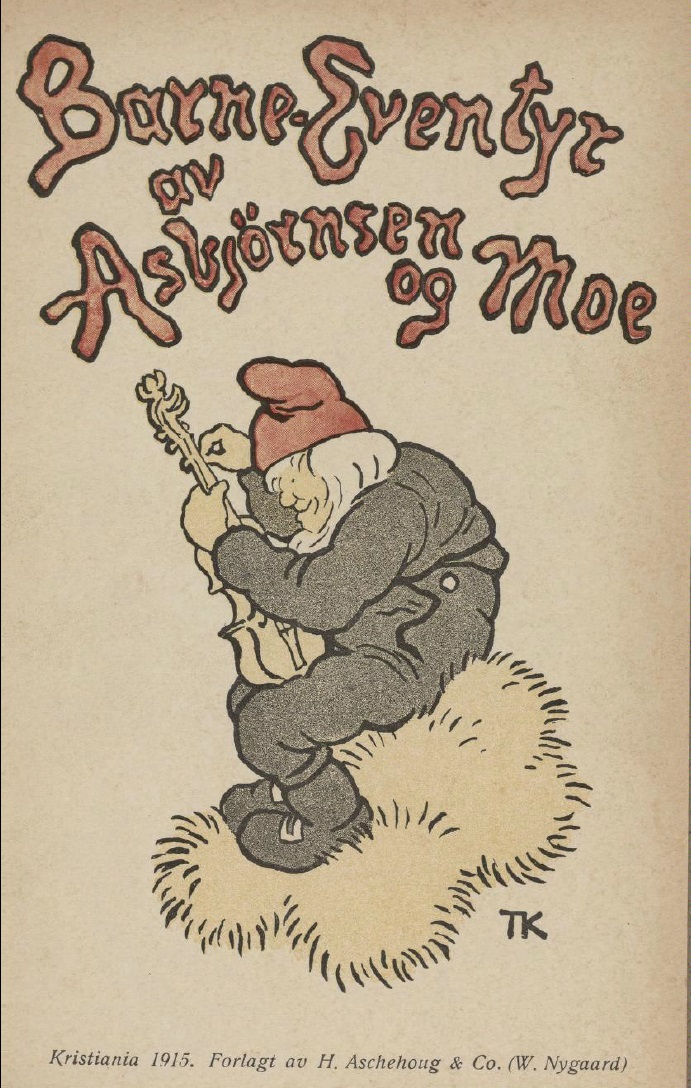
Barne-eventyr,  Theodor Kittelsen
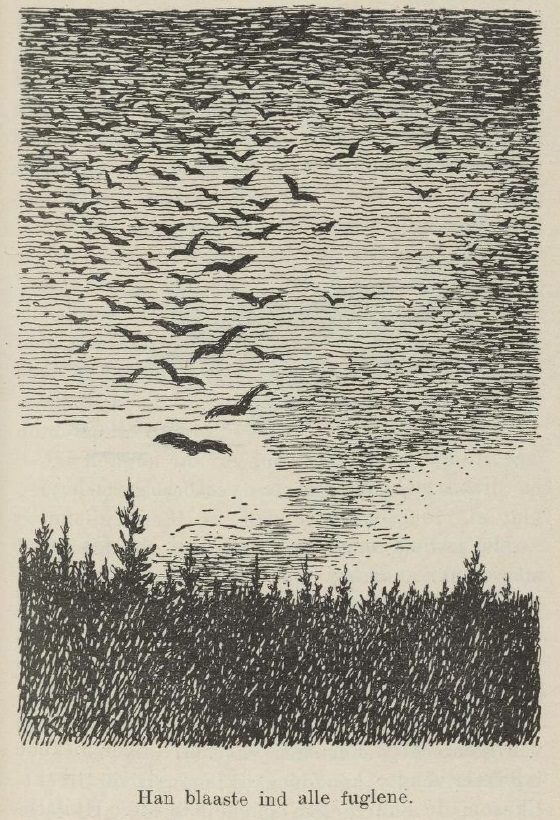
De tre prinsesser i Hvittenland, Theodor Kittelsen

## Source de la traduction
- (en) Cet article est partiellement ou en totalité issu de l’article de Wikipédia en anglais intitulé « Aschehoug » (voir la liste des auteurs).